# Probole neonaria
Probole neonaria là một loài bướm đêm trong họ Geometridae.